# William O. Stephens
William O. Stephens (* 10. Juni 1962 in Lafayette, Indiana) ist ein US-amerikanischer Philosoph und Philosophiehistoriker.

## Leben und Werk
Stephens wuchs in West Lafayette, Indiana, als Sohn von Professoren der Purdue University auf, wo er die West Lafayette Senior High School besuchte. Er  studierte zunächst zwei Jahre am privaten College of Wooster in Wooster, Ohio (1980–1982), dann am ebenfalls privaten Earlham College in Richmond, Indiana (1982–1984), wo er einen B.A. in Philosophie erwarb und in die akademische Gesellschaft Phi Beta Kappa aufgenommen wurde. Es folgte ein Promotionsstudium an der University of Pennsylvania, das er 1990 mit dem Ph.D. in Philosophie mit einer Dissertation über Stoic Strength: An Examination of the Ethics of Epictetus bei Charles H. Kahn abschloss. Weitere Lehrer waren dort Alexander Nehamas und Martin Ostwald. Von 1990 bis 1997 war er dann Assistant Professor of Philosophy, von 1997 bis 2005 Associate Professor an der privaten, römisch-katholischen Creighton University in Omaha, Nebraska. Von 2005 bis 2016 war er Professor of Philosophy and of Classical & Near Eastern Studies, von 2016 bis 2020 Professor of Philosophy. 2020 ging er in den Ruhestand. Seit 2021 gehört er der Adjunct Faculty der School of Historical, Philosophical and Religious Studies der Arizona State University an.
Stephens arbeitet zur antiken griechischen und römischen Philosophie, insbesondere zum Stoizismus, den er als Lebensweise vertritt, und dabei vor allem zu Epiktet sowie zum Epikureismus als auch zur Ernährungs-, Tier- und Umweltethik und zum Begriff der Person. Dabei tritt er mit verschiedenen Argumenten für den Vegetarismus ein (distributive Gerechtigkeit, Schädigung der Umwelt, Geschlechterpolitik, moralisches Verhalten gegenüber Tieren, Bewahrung der eigenen Gesundheit). Seine jüngste Publikation ist eine Monographie zu Mark Aurel. Zudem übersetzte er die Monographie Die Ethik des Stoikers Epiktet (1894) von Adolf Friedrich Bonhöffer ins Englische.

## Schriften (Auswahl)
- Marcus Aurelius: Philosopher-King. Reaktion Books/The University of Chicago Press, London 2025, ISBN 978-1-83639-116-6.
- mit Scott Aikin: Epictetus's Encheiridion: A New Translation and Guide to Stoic Ethics. Bloomsbury, London 2023, ISBN 978-1-3500-0950-9. – Rezension von Gerard Boter, Bryn Mawr Classical Review 2024.01.48
- Marcus Aurelius: A Guide for the Perplexed. Bloomsbury, London 2012, ISBN 978-1-4411-2561-3.
- Epictetus on Beastly Vices and Animal Virtues. In: Dane R. Gordon, David B. Suits (Hrsg.), Epictetus. His Continuing Influence and Contemporary Relevance. RIT Press, Rochester 2014, S. 207–236.
- Stoic Ethics: Epictetus and Happiness as Freedom. Bloomsbury, London 2007, ISBN 0-8264-9608-3.
- The Person: Readings in Human Nature. Pearson, Upper Saddle River, NJ 2006, ISBN 978-0-13-184811-5.
- Epictetus on How the Stoic Sage Loves. In: Oxford Studies in Ancient Philosophy 14, 1996, S. 193–210.
- Adolf F. Bonhöffer, The Ethics of the Stoic Epictetus: An English translation (with a biography of A. F. B. by Constantine Ritter). Peter Lang, New York 1996, ISBN 0-8204-3027-7; 2. Auflage 2000, ISBN 978-0-8204-5139-8. – Rezensionen von: Scott M. Rubarth, in: Bryn Mawr Classical Review (2001.08.41); Brad Inwood, in: Electronic Antiquity 3.7, Mai 1997 (online).
  - Adolf F. Bonhöffer, The Ethics of the Stoic Epictetus. An English Translation. Revised Edition. Peter Lang, New York 2021, ISBN 978-1-4331-7616-6.
- Five Arguments for Vegetarianism. In: Philosophy in the Contemporary World 1, no. 4, 1994, S. 25–39.
- Stoic Strength: An Examination of the Ethics of Epictetus. Dissertation, University of Pennsylvania 1990.